# J.D. Allen
J.D. Allen III (Detroit, 11 december 1972) is een Amerikaanse jazz-saxofonist.

## Biografie
Na zijn verhuizing naar New York speelde Allen met muzikanten als Lucian Ban, Cindy Blackman, Lester Bowie, George Cables, Betty Carter, Ron Carter, Jack DeJohnette, de Frank Foster Big Band, Winard Harper, Butch Morris, David Murray en Wallace Roney. Ook werkte hij met jongere muzikanten als Cindy Blackman, Orrin Evans, Gerald Cleaver, Eric Revis, Marcus Gilmore, Russell Gunn, Meshell Ndegeocello, Dave Douglas en Nigel Kennedy.
Hij leidt een eigen trio. Allens eerste soloalbum, In Search Of (Criss Cross Jazz, 1999), leidde tot zijn selectie als beste nieuwe artiest in Italië. Zijn tweede album Pharoah's Children plaatste zich in de top 10 van Jazziz Magazine voor 2002. Tien jaar later werd hij uitgeroepen tot beste componist en beste tenorsaxofonist in de Critics' Poll van het Amerikaanse jazztijdschrift DownBeat. In 2013 presenteerde hij zich met Jaimeo Browns Transcendence  tijdens het JazzFest Berlin.

## Discografie
- 1999: In Search of … (Red Records) met Rodney Green, Shedrick Mitchell, Fabio Morgera, Eric Revis
- 2001: Pharoah's Children (Criss Cross Jazz) met Orrin Evans, Gene Jackson, Jeremy Pelt, Eric Revis
- 2008: I Am I Am (Sunnyside Records)
- 2009: Shine! (Sunnyside Records)
- 2011: Victory! (Sunnyside Records) met Gregg August, Rudy Royston
- 2012: Grace (Savant Records), met Eldar Djangirov, Dezron Douglas, Jonathan Barber
- 2016: Americana: Musings on Jazz and Blues (Savant Records) met Gregg August, Rudy Royston
- 2018: Love Stone (Savant Records) met Liberty Ellman, Gregg August, Rudy Royston

- Bibliothèque nationale de France: cb159126927 (data)
- Gemeinsame Normdatei: 1026312272
- International Standard Name Identifier: 0000 0000 3904 4327
- Library of Congress Control Number: n00098854
- MusicBrainz: fb2a3839-d7ab-46b1-aa98-511164b9448c
- Nationale Bibliotheek van Tsjechië: osa2014808459
- Système universitaire de documentation: 255377800
- Virtual International Authority File: 61097124